# 香港邮报
《香港邮报》（日语：香港ポスト）是香港的一份日文报纸，也是目前香港本地唯一的日文报纸。1987年6月创刊，2018年末休刊，2019年12月复刊。
《香港邮报》主要面向在港日本人发行，每月出版一期，在日本驻港机构及部分日本料理店等地免费发行，报道内容以香港及中国新闻为主。除纸质版本外，《香港邮报》还提供电子邮件新闻订阅服务（周一至周五，法定节假日除外）。